# Max Meyer
Maximilian „Max” Meyer (ur. 18 września 1995 w Oberhausen) – niemiecki piłkarz grający na pozycji pomocnika. Od 2022 jest zawodnikiem FC Luzern. Reprezentant Niemiec, srebrny medalista Letnich Igrzysk Olimpijskich 2016.

## Kariera klubowa
W 2004 roku opuścił klub ze swojego rodzinnego miasta, Rot-Weiß Oberhausen by zostać zawodnikiem MSV Duisburg. Następnie w 2009 roku dołączył do drużyny młodzieżowej FC Schalke 04. W sezonie 2011/12 został Mistrzem Niemiec U-19 po tym, jak Schalke pokonało Bayern Monachium 2-1 w finale. W sezonie 2012/13 zagrał 15 spotkań w drużynie U-19, zdobywając 11 goli i tyle samo asyst. Dyrektor generalny Horst Heldt nagrodził go nowym kontraktem.
16 lutego 2013 roku zadebiutował w Bundeslidze w zremisowanym 2:2 spotkaniu z 1. FSV Mainz 05. Zaliczył w nim asystę przy golu Michela Bastosa. Od sezonu 2013/14 regularnie występował w barwach Schalke. Łącznie w tym zespole wystąpił w 146 ligowych spotkaniach, w których strzelił 17 goli.
2 sierpnia 2018 roku przeszedł do Crystal Palace. W Premier League swój pierwszy mecz rozegrał 20 sierpnia 2018 roku z Liverpoolem (0:2). Łącznie w angielskim zespole wystąpił w 46 ligowych spotkaniach, strzelił w nich jedną bramkę.
27 stycznia 2021 roku został zawodnikiem 1. FC Köln. 2 września 2021 roku przeszedł do Fenerbahçe SK. 31 stycznia 2022 roku został wypożyczony na pół roku do FC Midtjylland. Jego zespół w sezonie 2021/22 zdobył Puchar Danii.
24 sierpnia 2022 roku Meyer został piłkarzem FC Luzern. W Swiss Super League zadebiutował trzy dni później w wygranym 2:0 meczu z FC Sion.

## Kariera reprezentacyjna
W pierwszej reprezentacji Niemiec zadebiutował 13 maja 2014 roku w zremisowanym 0:0 spotkaniu towarzyskim z Polską. W 2016 roku wystąpił na igrzyskach olimpijskich, na których Niemcy zdobyły srebrny medal, przegrywając w finale z Brazylią. W 2017 roku został mistrzem Europy U-21.